# Милокумов Сергій Олександрович
Сергій Олександрович Милоку́мов (нар. 6 січня 1961, Черкаси) — український і російський художник, педагог і громадський діяч. Член Спілки радянських художників України з 1988 року та Спілки дизайнерів України з 1989 року; член комітету з геральдики так званої «Державної Ради Республіки Крим» з 2014 року та так званої «Експертної ради Громадської палати Республіки Крим»; член-кореспондент Російської академії мистецтв з 2019 року (відділення живопису).

## Життєпис
Народився 6 січня 1961 року в місті Черкасах (нині Україна). 1978 року із золотою медаллю закінчив Черкаську середню школу № 8; 1983 року — з відзнакою Харківський художньо-промисловий інститут, де був учнем Михайла Шапошникова, Ігоря Остапенка. Проходив практику у Вищій школі дизайну та мистецтва HIF (Halle/s) у Німеччині.
Працював провідним експертом торговельної фірми «Селто»; у 1997—2004 роках обіймав посаду арт-директора рекламної фірми «Рената»; протягом 2004—2013 років — професор кафедри образотворчого мистецтва, методики викладання та дизайну Кримського гуманітарного університету в Ялті.
Мешкає в Ялті в будинку на вулиці Сосновій, № 6А.

## Творчість
Працює у галузях станкового живопису (створює переважно натюрморти у стилях символізму, реалізму, імпресіонізму), книжкової та промислової графіки (розробляє торговельні марки, етикетки), плакату.
Серед живописних робіт
- «Молочним Шляхом» (1991);
- серія «Створення світу» (2004—2006);
- «Дев'ять золотих рибок» (2006);
- «Сім гранатів» (2010);
- «Шотландські сни» (2010);
- «Гліцинія» (2011);
- «Сонячний вітер» (2011);
- «День семи плодів» (2012);
- «Плоди у вересні» (2012);
- «Ґроно» (2012);
- «Священний птах Ібіс або в очікуванні Великого Нілу» (2019);
- «Ірисовий ранок» (2019);
- «Дев'ять» (2019);
- «Шотландські сни I» (2019);
- «Створення світів» (2019);
- «Шотландські сни II» (2019);
- «Передчуття польоту Червоної бабки» (2019);
- «Перерваний політ Червоної бабки I» (2019).

Автор
- проєктів оформлення готелів «Слов'янське село», «Галявина Казок» (обидва — 2001), музейних комплексів «Вина і виногради Масандри» (2002), «Будинок князя Голіцина» (2004; усі — Ялта)[1];
- гербів Ялти та Лівадії, серії проєктів нагород і відзнак Автономної Республіки Крим[1];
- брендів «Крим» (Міністерство туризму Автономної Республіки Крим), «Лівадія» (Лівадійська селищна рада), «Ореанда Готель» (Ялта), «Масандра» (Ялта)[2].

Бере участь у всеукраїнських, закордонних мистецьких виставках з 1972 року. Персональні виставки провів у Бремені у 1996 році, Чикаго у 2006 році, Центральному будинку художника у Москві у 2010 році, галереї «Артефакт» у Москві у 2011, 2012, 2015, 2017 роках, «Lark Gallery» у Лос-Анджелесі у 2014 році, Ялті у 2016 році. У Ялті відкрито постійно діючу «Галерею Милокумова».
Роботи художника знаходяться у колекціях Московського музею сучасного мистецтва, Лівадійського палацу, у Фонді культури та мистецтва Абу-Дабі, а також у приватних галереях Росії та Німеччини.

## Відзнаки
- Заслужений художник України (2002)[7];
- Нагорода «Зірка упаковки України» (2003; за фірмовий стиль «Масандра»)[4];
- Нагорода «Краща обкладинка» для книги «Біла Каравела» Петра Осадчука видавничого дому «Молодь»[4];
- Премія Ялтинської міської ради імені Антона Чехова (2014)[2];
- Золота медаль «За заслуги перед Академією» Російської академії мистецтв (2015)[2];
- Подяка Російської академії мистецтв (2016)[2];
- медаль «Князь Григорій Потьомкін-Таврійський» (2017)[2];
- Державна премія Республіки Крим (2018)[2].